# Trevor Marsicano
Trevor Marsicano (n. 5 aprilie 1989, Schenectady, New York, SUA) este un patinator de viteză ce a reprezentat Statele Unite ale Americii, medaliat olimpic. A participat la o ediție a Jocurilor Olimpice (2010) în care a câștigat o medalie de argint.

## Participări
Lista de mai jos prezintă principalele competiții la care a participat Trevor Marsicano de-a lungul carierei.
- speed skating at the 2010 Winter Olympics – men's team pursuit[*]